# دخترک سرباز در دیدار نظامی
دخترک سرباز در دیدار نظامی (ایتالیایی: La soldatessa alla visita militare) یک فیلم کمدی سکسی سبک ایتالیایی به کارگردانی ناندو چیچرو است که در سال ۱۹۷۷ منتشر شد.

## بازیگران و صداپیشگان

### بازیگران
- ادویژ فنش
- رنتسو مونتانیانی
- فیورنتزو فیورنتینی
- آلوارو ویتالی
- لئو گولوتا
- ماریو کاروتنوتو
- میکله گامینو
- تیبریو مورجا
- انریکو بروسکی
- لوچو مونتانارو

### صداپیشگان
- ویتوریا فبی
- الیو زاموتو
- پی‌یرو تیبری
- ماسیمو جولیانی